# Liste der Schweizer Botschafter in Griechenland
Schweizer Botschafter in Griechenland.

## Missionschefs
- 1925–1930: Eugène Broye (1886–1953), Geschäftsträger
- 1930–1934: Conrad Caspar Jenny (1888–1944), Geschäftsträger
- 1934–1941: Max Ratzenberger (1879–1963), Geschäftsträger
- 1941–1942: Franco Brenni (1897–1963), Geschäftsträger
- 1942–1944: Charles-Edouard de Bavier (1893–1975), Geschäftsträger
- 1944–1944: Alfred Escher, (1906–1980) Verweser
- 1945–1945: Pierre Bonna (1891–1945), Gesandter
- 1946–1954: Carl Theodor Stucki (1889–1963)
- 1954–1955: Claude Caillat (1918–2008), Geschäftsträger
- 1955–1957: Eduard Feer (1894–1983), Gesandter
- 1957–1959: Eduard Feer (1894–1983), Botschafter
- 1960–1965: Werner Fuchss (1903–1991)
- 1965–1969: Jacques-Albert Cuttat (1909–1989)
- 1970–1974: Egbert von Graffenried (1909–1981)
- 1974–1977: Walter Bossi (1912–1998)
- 1977–1983: Etienne Vallotton (1918–1992)
- 1988–1991: Gérard Franel (1929-)
- 1991–1995: Alfred Reinhard Hohl (1930–2004)
- 1995–1999: Bernard de Riedmatten (1938–)
- 1999–2003: Maria Luisa Caroni (1943–)
- 2003–2006: Pierre Monod (1941–)
- 2006–2010: Paul Koller (1952–)
- 2010–2014: Lorenzo Amberg (1953–)
- 2014–2018: Hans-Ruedi Hodel (1953–)
- 2018–2022: Olaf Kjelsen (1967–)
- 2022–heute: Stefan Estermann (1967–)

Ab 1925 selbständige Gesandtschaft, seit 1957 Botschaft.

## Belege
1. 1 2  Schweizer Botschaft in Athen (1957-) in der Datenbank Dodis der Diplomatischen Dokumente der Schweiz